# Гетто в Шамках (Минская область)
Гетто в Шамках (июль 1941 — 6 сентября 1941) — еврейское гетто, место принудительного переселения евреев деревни Шамки Крупского района Минской области и близлежащих населённых пунктов в процессе преследования и уничтожения евреев во время оккупации территории Белоруссии войсками нацистской Германии в период Второй мировой войны.

## Оккупация Шамок и создание гетто

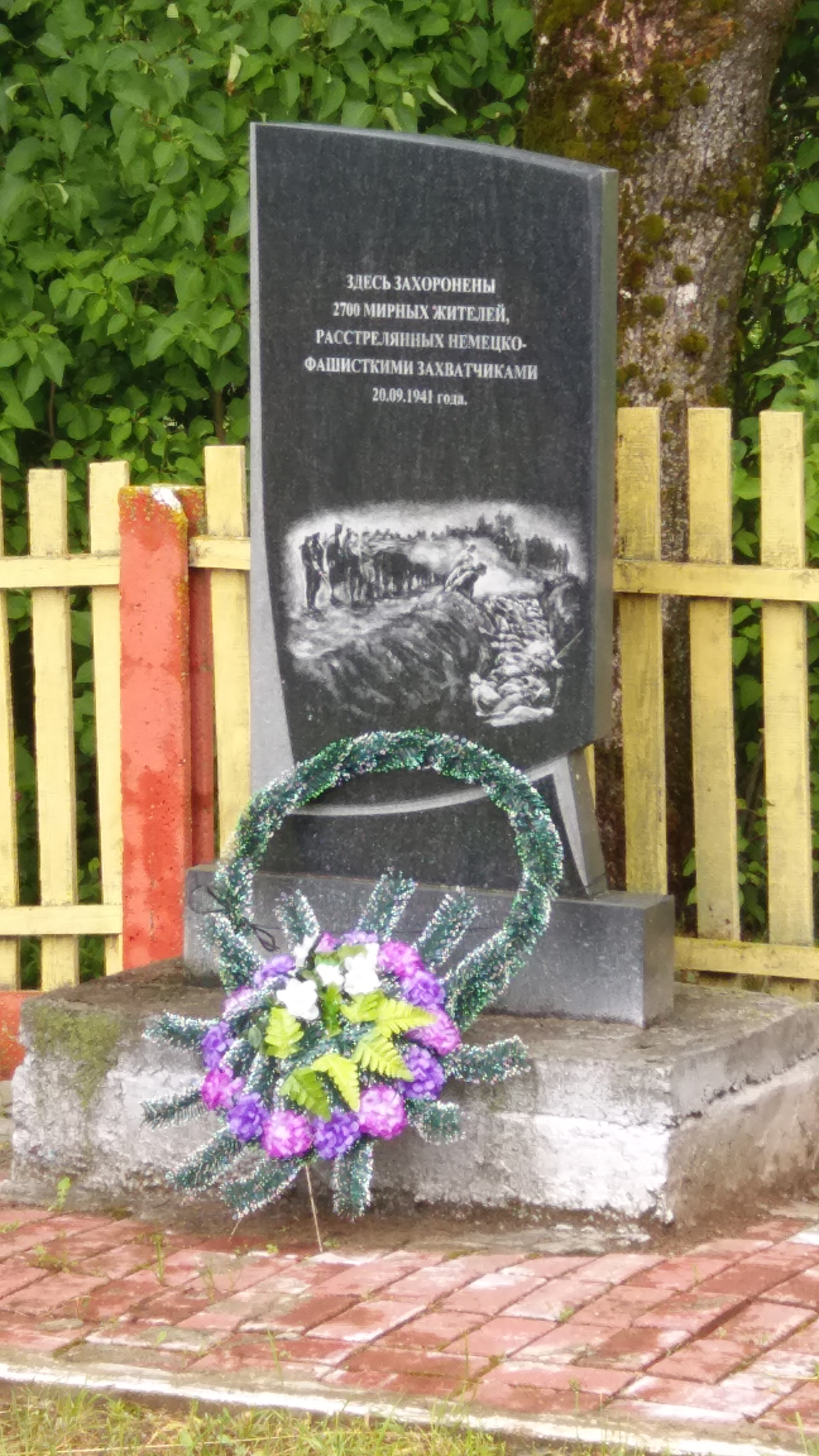

В деревне Шамки до войны был еврейский колхоз, в котором числилось более 800 человек. После оккупации деревни, которая длилась с 28 июня 1941 года до 2 июля 1944 года, немцы, реализуя нацистскую программу уничтожения евреев, организовали в местечке гетто.

## Уничтожение гетто
6 (20) сентября 1941 года, в субботу, в гетто в Холопеничах прибыл немецкий карательный отряд численностью более 100 человек, который окружил деревню, собрал евреев и расстрелял их в урочище Каменный Лог в 1 километре от Холопеничей, по направлению к деревне Бабарика. После этого, примерно через два часа, из деревни Шамки пригнали около 700 евреев — детей, женщин, мужчин, которых там же расстреляли из автоматов. В расстреле принимали участие и солдаты 354-го пехотного полка вермахта.
По данным комиссии ЧГК, во время этой «акции» (таким эвфемизмом нацисты называли организованные ими массовые убийства) немцы убили около 1600 евреев из Холопеничей и около 700 (600, 800) из Шамок — как взрослых, так и грудных детей.
После расстрела «бобики» (так в народе презрительно называли полицаев) поделили между собой одежду убитых евреев.

## Память
В 1957 году родственники погибших установили на месте расстрела памятник жертвам геноцида евреев. В 2008 году на его месте был возведен новый памятник. На памятнике указано, что убитых было 2700.

## Комментарии
1. ↑  В русском языке за служащими коллаборационистских полицейских органов закрепилось разговорное уничижительное название полица́й (во множественном числе — полица́и).